# Oxyopes lineatifemur
Oxyopes lineatifemur är en spindelart som beskrevs av Embrik Strand 1906. Oxyopes lineatifemur ingår i släktet Oxyopes och familjen lospindlar.
Artens utbredningsområde är Etiopien. Inga underarter finns listade i Catalogue of Life.